# جنگ داخلی الجزایر
جنگ داخلی الجزایر یک درگیری مسلحانه بین دولت الجزایر و گروه‌های اسلامگرا بود که در سال ۱۹۹۱ آغاز شد. برآوردها بیانگر آن است که این جنگ بین ۱۵۰٬۰۰۰ تا ۲۰۰٬۰۰۰ نفر را به کام مرگ فرستاده‌است. این درگیری عملاً با پیروزی دولت، به دنبال تسلیم شدن جبهه نجات اسلامی و شکست جماعت مسلح اسلامی در سال ۲۰۰۲ به پایان رسید. با این وجود در برخی مناطق هنوز هم درگیری‌های اندکی ادامه دارد.
درگیری مزبور در دسامبر ۱۹۹۱ شروع شد، یعنی زمانی که دولت پس از مشخص شدن نتایج دور اول انتخابات که حکایت از برنده شدن حزب جبهه رستگاری اسلامی (FIS) داشت، ضمن ابراز ترس و نگرانی در خصوص برچیده شدن دموکراسی توسط FIS، انتخابات را لغو کرد. بعد از تحریم FIS و دستگیری هزاران تن از اعضای آن، چریکهای اسلامگرا به سرعت ظهور کردند و مبارزات مسلحانه‌ای را ضد دولت و هواداران آن به راه انداختند. آن‌ها در قالب گروه‌های مختلفی تشکیل شدند نیروهای مسلح، که اصلی‌ترین آن‌ها جنبش مسلح اسلامی (MIA)، مستقر در کوهستان‌ها و جماعت مسلح اسلامی (GIA) بودند که محل استقرار آن‌ها در شهرها بود. مبارزان چریک در ابتدا ارتش و پلیس را هدف حملات خود قرار دادند، اما به تدریج برخی از گروه‌ها حمله به غیرنظامی‌ها را آغاز کردند. در سال ۱۹۹۴، هم‌زمان با آنکه مذاکرات فی‌مابین دولت و رهبران به زندان افتاده FIS به اوج خود رسید، GIA ضد FIS و هواداران آن اعلام جنگ کرد. در آن زمان MIA و گروه‌های کوچک دیگر تجدید سازمان کردند و به ارتش نجات اسلامی (AIS) تبدیل شدند که وفادار به FIS بود.
اندکی پس از آن، مذاکرات به هم خورد و انتخابات دوباره برگزار شد. در این انتخابات نماینده ارتش، ژنرال الیاماین زروآل پیروز شد. در چند سال بعد درگیری بین GIA و AIS شدت گرفت. GIA به انجام یک سری قتل‌عام مبادرت ورزید و تمامی نواحی و روستاهای اطراف را هدف حملات خود قرار داد؛ حتی شواهد و مدارکی وجود دارد که حکایت از مداخله نیروهای دولتی در ارتکاب این قتل‌عام‌ها دارد. این کشتار دسته جمعی در آستانه انتخابات پارلمانی در سال ۱۹۹۷ به اوج خود رسید؛ در این انتخابات یک حزب نوپای هوادار جبهه نجات به نام انجمن دموکراتیک ملی (RND) به پیروزی رسید. AIS که از هر دو طرف تحت هجوم و حمله قرار داشت، در سال ۱۹۹۷ آتش‌بس دوجانبه با دولت را پذیرفت. در حالی که GIA خود به فرقه‌ها و جناح‌های کوچکتری تقسیم شده بود که به سیاست قتل‌عام GIA اعتراض داشتند، و در نتیجه به سبب تفرقه و چنددستگی از هم پاشید. پس از انتخاب رئیس‌جمهور جدید عبدالعزیز بوتفلیقه در سال ۱۹۹۹، قانون جدیدی وضع شد که به موجب آن اغلب چریک‌ها مورد عفو قرار گرفتند و شمار زیادی تشویق شدند تا (آن طور که اصطلاح بود) «توبه» کنند و به زندگی معمولی و طبیعی خود بازگردند. خشونت تا حد بسیار زیادی فروکش کرد و پیروزی خیره کننده‌ای برای دولت رقم خورد. بازمانده‌های GIA در دو سال بعد تحت تعقیب بودند و تا سال ۲۰۰۲ عملاً از بین رفتند.
با وجود این، یک گروه انشعابی از GIA، به نام گروه سلفی وعظ و مبارزه(GSPC) در سال ۱۹۹۸ شکل گرفت. این گروه انشعابی که در ابتدا در حوالی کبیلیه استقرار داشت، خود را از قتل‌عام‌ها کنار کشید و در آن مداخله نکرد.
اما این گروه همچنین غیرنظامیان را نیز هدف حملات خود قرار می‌داد.
گروه مزبور عفو را نپذیرفت و به جنگ و مبارزه ادامه داد، و این در حالی بود که بسیاری از اعضای این گروه تسلیم شده بودند. از سال ۲۰۰۳ به بعد، این گروه به شبکه القاعده نزدیک تر شد،
با این حال در سال ۲۰۰۶ فعالیت‌های نسبتاً پراکنده این گروه – عمدتاً در بخش‌های کوهستانی شرق- تنها موارد مبارزه به جای مانده این گروه در الجزایر می‌باشد، هر چند که پایان کامل درگیری و خشونت هنوز محتمل و قابل تحقق نیست.

## آزادسازی: سرآغاز جنگ
تا پایان سال ۱۹۸۷، دیکتاتوری سوسیالیست تک حزبی که در زمان آن الجزایر تا حدودی موفقیت را در دهه هفتاد تجربه کرده بود، دیگر کارآمدی خود را از دست داده بود. دولت به شدت به قیمت بالای نفت تکیه کرده بود و وقتی که در سال ۱۹۸۶ قیمت نفت از ۳۰ دلار در بشکه به ۱۰ دلار در بشکه رسید اقتصاد مورد نظر دولت تحت فشار شدیدی قرار گرفت و کمبود و بیکاری رایج شد. در اکتبر سال ۱۹۸۸، موسوم به اکتبر سیاه، تظاهرات عظیم و گسترده‌ای در سراسر شهرهای الجزایر ضد شاذلی بن جدید رئیس‌جمهور این کشور به پا شد که یک عنصر اسلامگرای برجسته نیز در میان تظاهرات کنندگان وجود داشت. ارتش به سمت تظاهرات کنندگان شلیک کرد و با این کار خود برخی از مردم را به کام مرگ فرستاد و شمار زیادی از آن‌ها را به وحشت انداخت.
پاسخ رئیس‌جمهور این بود که اقداماتی می‌بایست در راستای اصلاح صورت می‌گرفت. در سال ۱۹۸۹، رئیس‌جمهور قانون اساسی جدیدی را مطرح کرد و مناسبات خود را با حزب
حاکم یعنی جبهه آزادی‌بخش ملی (FLN) قطع کرد و با دادن وعده ‹‹ آزادی بیان، انجمن و مجمع››، هیچ حرفی از سوسیالیسم به میان نیاورد. تا پایان آن سال، احزاب سیاسی گوناگونی شکل گرفتند و توسط دولت به رسمیت شناخته شدند- که از میان آنها می‌توان به جبهه نجات اسلامی (FIS) اشاره کرد.         FIS طیف وسیعی از عقاید اسلام گرایانه را در بر می‌گرفت که دو رهبر این گروه نمونه‌هایی از این تفکر بودند. اولی رئیس‌جمهور آن عباسی مدنی، پروفسور و مبارز استقلال طلب سابق که نماینده محافظه کاری نسبتاً اعتدالی مذهبی بود و به‌طور سمبلیک حزب متبوع خود را به جریان جنگ استقلال الجزایر ارتباط داد. این جنگ منبع قدیمی مورد تأکید حزب حاکم (الجزایر) جبهه آزادی‌بخش ملی بود که به آن حزب مشروعیت می‌بخشید. مدنی حمایت نیم‌بندی از مفهوم دموکراسی از خود نشان داد و این ایده را که او می‌تواند به شریعت بی اعتنا باشد را رد کرد. بیانیه‌هایی که او در مورد این موضوع ارائه کرد شامل این عقاید ‹‹ پلورالیسم ضامن و نگهدارنده غنای فرهنگی است و تنوع لازمه توسعه و پیشرفت است. ما مسلمان هستیم، اما خود اسلام نیستیم… ما مذهب را انحصاری نمی‌کنیم. استنباط ما این است که دموکراسی یعنی پلورالیسم، انتخاب و آزادی. ›› بود.
اما نفر دوم علی بلهادی معاون رئیس‌جمهور الجزایر بود. او یک مبلغ جوانتر و کم سوادتر الجزایری بود که در گذشته نقش قابل توجهی در تظاهرات اکتبر ایفا کرده بود. بلهادی سخنرانی‌های رادیکال واپس گرایانه‌ای را ایراد کرد که باعث تقویت روحیه و متحد شدن جوانان ناراضی طبقات پایین اجتماعی شد. او همچنین با رد قاطعانه و کامل دموکراسی و عقاید محافظه کاران در مورد زنان زنگ هشدار را برای اسلام- ستیزها به صدا درآورد. من‌باب مثال، بلهادی در فوریه سال ۱۹۸۹ طی یک سخنرانی چنین گفت:
‹‹ چیزی به نام دموکراسی وجود ندارد؛ مردم منبع قدرت نیستند، بلکه تنها منبع قدرت‌الله‌است که از طریق قرآن قدرت خود را به ما می‌نمایاند. اگر مردم بر ضد قوانین خداوند رای بدهند، مرتکب کفر و توهین به مقدسات شده‌اند. در این صورت، لازم و ضروری است که بی دینان را با استناد به این دلیل متقن که آنها می‌خواهند سلطه و قدرت خود را جانشین سطله و قدرت خداوند بکنند، به هلاکت رساند. ››

## انتخابات لغو شد: جنگ چریکی به راه افتاد

اکثریت FIS
50% FIS
اکثریت غیر FIS
نامعلوم
هیچ اطلاعاتی موجود نیستدر نتایج تخصیص کرسی‌های استانی فوق در انتخابات ۱۹۹۱، FIS در بیشتر مناطق پرجمعیت الجزایر اکثریت را به دست آورد.

ارتش نتایج انتخابات را قبول نداشت. FIS تهدیدات آشکاری را بر ضد ‹‹ قدرت›› حاکم مطرح می‌کرد و مسئولان آن را وطن فروشان هوادار فرانسه و مفسد اقتصادی قلمداد می‌کرد و به محکوم کردن علنی آنها می‌پرداخت. علاوه بر آن، رهبری FIS نیز به گونه‌ای تقسیم‌بندی شده بود که در بهترین حالت تنها لزومات دموکراسی را رعایت می‌کرد و بنابراین عده‌ای از این مسئله ابراز واهمه و ترس کردند که دولتFIS، به قول ادوارد دجرجین، معاون وزیر امور خارجه آمریکا، طرح ‹‹ یک نفر، یک رای، یک زمان›› را پیاده کند.
در ۱۱ ژانویه سال ۱۹۹۲، ارتش فرایند انتخاباتی را لغو کرد و رئیس‌جمهور چادلی نبجدید را وادار به استعفا کرد و مبارز استقلال طلب تبعیدی محمد بودیاف را به کرسی ریاست جمهوری نشاند تا به عنوان رئیس‌جمهور جدید کار را پیش ببرد. تعداد اعضای FIS که دستگیرشده بودند به حدی زیاد بود که زندان‌ها جا و فضای کافی برای نگهداری آن‌ها نداشت و در بیابان صحرا برای آن‌ها اردوگاه‌هایی ساخته شد (گزارش ارتش نشان می‌دهد که تعداد دستگیرشدگان۵۰۰۰ نفر بوده‌است، اما FIS اعلام کرد که این تعداد ۳۰۰۰۰ نفر و شامل عبدالقادر هچانی بوده‌است. افراد ریشو جرات نمی‌کردند از خانه‌هایشان بیرون بیایند؛ که مبادا به عنوان حامیان FIS دستگیر شوند. وضعیت فوق‌العاده در کشور اعلام شد و بسیاری از حقوق عادی قانونی به حالت تعویق درآمد. هر گونه تظاهراتی که برپا می‌شد سرکوب می‌شد و سازمان‌های حقوق بشر، از قبیل سازمان عفو بین‌الملل گزارش می‌داد که دولت در چندین مورد مبادرت به استفاده از شکنجه و دستگیری مظنونین بدون اتهام یا دادگاهی نموده‌است. دولت به‌طور رسمی در ۴ مارس را منحل کرد.
معدود فعالان FIS که دستگیر نشده بودند و آزاد بودند این اقدام دولت را به منزله اعلام جنگ قلمداد کردند. فعالان FIS باقی‌مانده به همراه اسلامگرایانی که به حد افراط ازFIS حمایت می‌کردند در اغلب نقاط کشوربا به دست گرفتن هر نوع سلاح موجود به تپه‌ها ریختند و لباس جنگجویان چریک را به تن کردند. اولین حمله آن‌ها ضد نیروهای امنیتی (بدون لحاظ کردن حادثه گومار) تقریباً یک هفته بعد از کودتا رخ داد و طولی نکشید که سربازان و نیروهای پلیس هدف حملات آن‌ها قرار گرفتند. همانند جنگ‌های قبلی، مبارزان چریک باز هم اغلب درمناطق کوهستانی شمال الجزایر مستقر شده بودند؛ که جنگل و بوته زارها آنجا را می‌پوشاند و این به نفع چریک‌ها بود. علاوه بر مناطق کوهستانی چریک‌ها در برخی نقاط ویژه شهری نیز فعالیت می‌کردند. اما صحرای نفت خیز که تقریباً خالی از سکنه بود عمدتاً در اغلب زمانی که بین طرفین درگیری وجود داشت، آرام و ساکت بود و این حکایت از آن داشت که منبع مالی اصلی دولت، صادرات نفت، تا حد زیادی مصون و ایمن باقی‌مانده‌است.
وضعیت بغرنجی که بر منطقه حاکم بود به خاطر افت اقتصادی در آن سال بغرنج تر و پیچیده‌تر شد و تقریباً تمامی یارانه‌هایی که از مدت‌ها پیش به غذا تخصیص داده شده بود، حذف شد. چیزی طول نکشید که امیدی هم که بسیاری به شخصیت لکه دار نشده بودیاف بسته بوند به باد رفت؛ چرا که او در اواخر ژوئن قربانی گلوله یکی از محافظان امنیتی خود شد. مت کوتاهی پس از آن، عباسی مدنی و علی بلهادی نیز به ۱۲ سال حبس در زندان محکوم شدند.
تا ۲۶ اوت، مشخص و واضح شده بود که بعضی از چریک‌ها به تدریج داشتند غیرنظامیان و شخصیتهای دولتی را هدف حملات خود قرار می‌دادند. بمباران فرودگاه الجزایر ۹ کشته و ۱۲۸ زخمی بر جای گذاشت. FIS نیز همچون دیگر احزاب اصلی فعال در کشور این بمباران را محکوم کرد، اما نفوذ و تأثیر FIS بر چریک‌ها کمتر و محدودتر از گذشته شده بود.
علی الظاهر نبرد اولیه توسط گروه کوچک افراطی تکفیر و الهجرة با کمک مبارزان تبعیدی افغان هدایت و رهبری شد. با وجود این، اولین جنبش مسلحانه اصلی ای که بلافاصله پس از کودتا پدیدارشد، جنبش مسلحانه اسلامی (MIA) بود. این جنبش توسط یک سرباز سابق به نام عبدالقادر چبوتی هدایت و رهبری می‌شد که یکی از اسلامگرایان قدیمی بود که در جریان انتخابات خود را از FIS دور نگه داشته بود. در فوریه ۱۹۹۲، سرباز یادشده، مبارز افغان و رئیس امنیتی سابق FIS سعید مخلوفی نهضت تشکیل دولت اسلامی (MIS) را تأسیس کردند. گروه‌های مختلفی نیز ضمن پذیرش نظری رهبری چبوتی جلسات زیادی را ترتیب دادند تا بتوانند قوای خود را متحد سازند. در آخرین جلسه‌ای که در ۱ سپتامبر در تامسگایدا برگزار شد، چبوتی نگرانی خود را از بی نظمی و فقدان اصول نهضت ابراز کرد و نگران آن بود که حمله به فرودگاه الجزایر که مورد حمایت او نبود، می‌توانست هواداران نهضت را روی گردان کند. تکفیر و الهجرة و افغان‌ها (که تحت رهبری نورالدین صدیقی) قرار داشتند، با پذیرفتن الحاق به MIA به ابراز نگرانی‌های او پاسخ دادند. با وجود این، جلسه با حمله یکی از نیروهای امنیتی به هم خورد و شک‌هایی را برانگیخت که مانع از برگزاری جلسات بعدی شد.
FIS خود با انتشار روزنامه‌های مخفیانه و تأسیس یک ایستگاه رادیویی که با MIA در ارتباط بود، شبکه زیرزمینی تشکیل داد و از اواخر سال ۱۹۹۲ صدور بیانیه‌های رسمی را آغاز کرد. اما، در این مرحله نهضتهای نهضتهای چریکی در مورد FIS نظرات و عقاید مختلفی پیدا کرده بودند؛ در حالی که بسیاری از آن‌ها از FIS حمایت می‌کردند، یک جناح مهم و تأثیرگذار به رهبری ‹‹ افغانها››، فعالیت سیاسی حزب را ذاتاً غیراسلامی برشمردند و از این رو به رد بیانیه‌های آن پرداختند.
در ژانویه ۱۹۹۳، عبدالهاک لیادا استقلال گروه خود را از گروه چبوتی رسماً اعلام کرد. جناح جدید گروه مسلح اسلامی (GIA)یا به فرانسوی
Groupe Islamique Armé نام داشت. این جناح در محیط‌های شهری، بویژه در اطراف الجزیره و حومه آن مطرح و شناخته شد. GIA موضع سرسختانه و سازش‌ناپذیری را اتخاذ کرد و هم با دولت مخالف بود و هم با FIS و بر این عقیده تأکید می‌کرد که ‹‹پلورالیسم سیاسی مساوی است با آشوب و فتنه گری››.
"
و بدین ترتیب این جناح بسیاری از رهبران FIS و MIA را تهدید به مرگ کرد. GIA در مقایسه با MIA بر آموزش ایدئولوژیکی تأکید و اصرار داشت، به مراتب سهل گیر تر بود و در نتیجه نیروهای امنیتی در آن نفوذ کردند. بدین ترتیب با کشته شدن پی در پی چند تن از سران این جناح رهبری آن نیز عوض شد.
در سال ۱۹۹۳تشتت و افتراقات یین نهضتهای چریک آشکارتر شد. MIA و MEI که فکر خود را متمرکز ‹‹نهضت مقاومت فرانسه›› کرده بودند، سعی کردند تا یک راهبرد نظامی بر ضد دولت تدوین کنند و بویژه مراکز امنیتی را هدف حملات خود قرار دادند و به تخریب یا بمباران موسسات دولتی پرداختند. اما GIA از همان بدو پیدایش توان خود را متمرکز مناطق شهری کرد و از مردم خواست هر کسی را که از مقامات دولتی حمایت می‌کنند، از قبیل کارکنان دولتی مثل معلمان و کارمندان دولت را به قتل برسانند. GIA خود نیز اقدام به قتل حامیان دولت کرد. این گروه با اعلام اینکه ‹‹ ژورنالیست‌هایی که با قلم به مبارزه با اسلام‌گرایی می‌پردازند با شمشیر از بین خواهند رفت›› مبادرت به ترور ژورنالیستها و روشنفکران ورزید.
".
طولی نکشید که GIA با هدف قرار دادن غیرنظامیانی که حاضر نبودند احکام ممنوعه گروه را بپذیرند، حملات خود را گسترش داد و بعدها در سال ۱۹۹۳ نسبت به کشتن خارجی‌ها اقدام کرده و بیانیه‌ای با این مضمون صادر کرد: ‹‹ هر کسی که پس از اتمام این دوره [ضرب الاجل یک‌ماهه] در این کشور بماند خودش مسئول مرگ ناگهانی خود خواهد بود].."
پس از وقوع چند قتل آشکار تقریباً تمامی افراد خارجی کشور را ترک کردند؛ در واقع مهاجرت‌های شهروندان الجزایری به دیگر کشورها (که اغلب به صورت غیرقانونی صورت می‌گرفت) نیز افزایش چشمگیری پیدا کرد؛ چرا که مردم در صدد یافتن راهی برای گریز از این وضعیت نامناسب حاکم بر کشورشان بودند. در عین حال، تعداد روادیدهایی که دیگر کشورها به شهروندان الجزایری می‌دادند به شدت روبه کاهش نهاد.

## مذاکرات بی‌نتیجه و جنگ درون گروهی چریکها
هر چند الجزایر در سال ۱۹۹۴ به تدریج رشد و توسعه یافت، با این حال خشونت در تمام آن سال ادامه داشت. دولت نیز پس از انجام مذاکراتی با IMF، موفق شد مهلت پرداخت دیون خود را تجدید کند واین امر موجب آن شد که دولت به ثروت غیر مترقبه هنگفتی دست یابد، و متعاقب آن ۴۰ میلیارد فرانک از جامعه بین‌الملل گرفت تا از آزادسازی اقتصادی در الجزایر پشتیبانی کند. از آنجا که واضح و مبرهن بود که درگیری برای مدتی در کشور ادامه خواهد داشت، ژنرال لیامین زروآل به عنوان رئیس جدید شورای عالی کشور انتخاب شد. ژنرال زروآل متعلق به جناح ‹‹مذاکره گر›› (طرفدار مذاکره) ارتش بود تا جناح ‹‹قلع و قمع کن›› (طرفدار سرکوب). زروآل در مدت کوتاهی پس از آنکه به قدرت رسید به منظور حمایت از FIS برخی از زندانیان وابسته به این حزب را آزاد کرد و مذاکره با رهبران محبوس آن را آغاز کرد. این مذاکرات باعث ایجاد شکاف و جدایی در پیوستار سیاسی کشور شد؛ بزرگ‌ترین گروه‌های سیاسی، بویژه حزب FLN و کابیلا که هر دو سوسیالیست بودند کماکان خواستار مصالحه و سازش بودند، و این در حالی بود که اغلب سایر نیروها- بویژه اتحادیه سراسری کارگران الجزایری (UGTA) و گروه‌های کوچکتر چپ‌گرا و فمینیست، مثل CDR که سکولار افراطی بود از ‹‹قلع و قمع کاران›› جانبداری کردند. تعداد اندکی از شبه نظامیان نامشخص هوادار دولت، مثل سازمان جوانان آزاد الجزایر (OJAL) ظهور کردند و حمله به شهروندان هوادار اسلام‌گرایی را آغاز کردند. در ۱۰ مارس ۱۹۹۴ بیش از ۱۰۰۰ زندانی (که اغلب اسلامگرا بودند) از زندان تازولت فرار از زندان تازولت فرار کردند. این فرار نشان از آن داشت که چریکها دست به کودتای بزرگی زده‌اند. بعدها، نظریه پردازانی که قائل به نظریه توطئه بودند گفتند که این اقدام به منظور مهیا ساختن شرایط برای نفوذ نیروهای امنیتی در GIA صورت گرفته‌است.
در همین حین، GIA تحت رهبری و هدایت شریف قسمی (که از ماه مارس رهبری آن را به عهده گرفته بود) در سال ۱۹۹۴ به پرنیروترین ارتش چریک تبدیل شد. در ماه می‌شمار زیادی از رهبران FIS که به زندان نیفتاده بودند، به همراه رهبر MEI سعید مخلوفی به GIA ملحق شدند و بدین ترتیب FIS متحمل ضربه آشکاری شد. از آنجا که GIA از ماه نوامبر سال ۱۹۹۳ آنها را تهدید به مرگ کرده بود، پیوستن این افراد به این گروه برای بسیاری تعجب‌انگیز بود. ناظران چنین تحلیل و تفسیر کردند که این اقدام یا یک رقابت داخلی FIS یا تلاشی برای تغییر دادن روش و خط سیر GIA از درون بوده‌است. در ۲۶ اوت همان سال، GIA حتی اعلام خلافت یا حکومت اسلامی برای الجزایر کرد و گوسمی را به عنوان ‹‹امیر مؤمنان›› انتخاب کرد. مع‌هذا، فردای همان روز سعید مخلوفی کناره‌گیری خود را از GIA اعلام کرد و مدعی شد که GIA از اسلام منحرف شده و تشکیل خلافت نیز اقدامی از جانب رهبرFIS بوده‌است تا بتواند از این طریق GIA را زیر سلطه خود آورد. GIA حملات خود را بر ضد اهداف همیشگی خود ادامه داد، بویژه هنرمندانی از قبیل چب حسنی را ترور کرد و د ر اواخر ماه اوت رسم جدیدی را به فعالیتهای خود افزود: که آن، تهدید به آتش زنی مدارس اسلامی ناکارآمد بود.
چریکهای وفادار به FIS، که در حاشیه قرار گرفتن آنها را تهدید می‌کرد، تلاش کردند تا نیروهای خود را متحد کنند. در ژوئیه ۱۹۹۴، MIA به همراه بازماندگان MEI و تعداد زیادی از گروه‌های کوچکتر تحت عنوان سپاه رستگاری اسلامی (این اصطلاح اصطلاحی بود که در گذشته نیز گاهی اوقات به عنوان نشان کلی چریکهای هوادار FIS به کار می‌رفت) با یکدیگر متحد شدند و وفاداری خود را بهFIS اعلام کردند و بدین ترتیب توان FIS را در مذاکرات مضاعف کردند. تا پایان سال ۱۹۹۴، آنها نیمی از چریکهای شرق و غرب را تحت کنترل خود درآوردند، اما در مرکز؛ یعنی نزدیک پایتخت که محل استقرار GIA بود، کمتر از ۲۰٪ چریکها را تحت کنترل خود داشتند. آنها با صدور اعلامیه‌هایی حمله کورکورانه GIA را بر ضد زنان، ژورنالیستها، و دیگر غیر نظامیانی که ‹‹در سرکوب شرکت نداشتند›› را محکوم کردند و تلاش GIA را د ر خصوص به آتش کشیدن مدارس به شدت مورد انتقاد قرار دادند.
در پایان اکتبر، دولت اعلام کرد که مذاکراتش با FIS شکست خورده‌است. در عوض، زروآل طرح جدیدی را به کار بست: او با توسعه و گسترش ‹‹قلع و قمع کارها››، از قبیل لاماری در درون ارتش و سازماندهی کردن ‹‹ نیروهای شبه نظامی دفاع شخصی›› در روستاها به منظور مبارزه با چریکها، برنامه انتخابات ریاست جمهوری سال ۱۹۹۵ را تهیه کرد. در خلال سال ۱۹۹۴ انزوای الجزایر شدیدتر شد؛ بسیاری از آژانس‌های خبری خارجی؛ از قبیل رویتر در آن سال الجزایر را ترک کردند؛ و این در حالی بود که مرز این کشور با مراکش بسته شد و شرکت‌های هواپیمایی خارجی بزرگ خطوط هوایی خود را به الجزایر لغو کردند. شکافی که در پوشش اخبار ایجاد شده بود با حکمی که دولت در ماه ژوئن صادر کرد بدتر و وخیم تر شد؛ به موجب این حکم رسانه‌های الجزایری حق نداشتند اخبار مرتبط با تروریسم که تحت پوشش انتشارات رسمی مطبوعات قرار نداشتند، پخش کنند.
تعداد اندکی از رهبرانFIS، از جمله رباح کبیر جلای وطن کردند. به دنبال دعوت انجمن سینت ادیگو که در شهر روم مستقر بود در نوامبر ۱۹۹۴، رهبران فراری در رم مذاکراتی را با دیگر احزاب مخالف، اعم از اسلامگرا و سکولار (FLN,FFS,FIS,MDA,PT,JMC) آغاز کردند. سرانجام آنها در ۱۴ ژانویه در مورد برنامه سیاسی سینت ادیگو توافق کردند. این برنامه شامل یک سری اصولی از قبیل: احترام به حقوق بشر و دموکراسی چند- حزبی، نفی حاکمیت ارتش و دیکتاتوریسم، به رسمیت شناختن اسلام، اعراب و هویت قومی بربر به عنوان مولفه‌های اصلی و ضروری هویت ملی الجزایر، تقاضای آزادی رهبران FIS و پایان بخشیدن به کشتار غیرقانونی و اعمال شکنجه بر ضد همگان می‌شد. در کمال شگفتی بسیاری، حتی علی بلهادی نیز تفاهم نامه را تأیید کرد و این بدین معنا بود که FIS نیز همانند سایر گروه‌های مخالف به چهارچوب قانونی برگشته‌است. مع‌هذا، یک امضا کننده و موید اصلی، یعنی دولت مانده بود. در نتیجه، تأثیر برنامه مزبور در بهترین حالت محدود شد- هر چند عده‌ای گفته آندرا ریچادی که واسطه مذاکرات انجمن سینت ادیگو بود، را قبول داشتند که می‌گفت: ‹‹ برنامه سینت ادیگو باعث شد که ارتش الجزایر از قفس مواجهه نظامی صرف رها شود و کاری کرد که مسئولان ارتش الجزایر به جای آن با اقدام سیاسی در مورد انتخابات ریاست جمهوری در سال ۱۹۹۵ از خود واکنش سیاسی نشان دهند››. در چند ماه بعد تعداد ۱۰۰ تن از اسلامگرایان زندانی در جریان شورش زندان سرکادجی کشته شدند و یک پیروزی بزرگ برای نیروهای امنیتی دراین دفلا رقم خورد که نتیجه آن کشته شدن صدها مبارز چریکی بود.
سرانجام جمال زیتونی جانشین شریف گوسمی شد و به سمت رهبری GIA دست یافت. زیتونی حمله بر ضد غیر نظامیان را تا خاک فرانسه گسترش داد و در ابتدای امر هواپیمای مسافربری ۸۹۶۹ فرانسه را در پایان دسامبر ۱۹۹۴ ربود و حملات خود را در سراسر ۱۹۹۵ ادامه داد و چندین بمب‌گذاری موفقیت‌آمیز و چند مورد اقدام نافرجام به بمب‌گذاری را رقم زد. او در داخل الجزایر نیز همین رویه را در پیش گرفت و به خودروهای بمب‌گذاری شده، ترور موسیقیدانها، ورزشکاران و زنان بی‌حجاب و قربانیان همیشگی اش روی آورد. حتی در این مرحله، ماهیت غیر سودمند حملات آن باعث نضج این شک و گمان شد که سرویسهای جاسوسی الجزایر در گروه نفوذ کرده‌اند (این شک و گمان را اعضای FIS که خارج از کشور به سر می‌بردند ترویج دادند). منطقه بویژه جنوب الجزیره تحت سلطه GIA درآمد و GIA به این منطقه نام ‹‹منطقه آزاد شده›› را داد. مدتی بعد، این منطقه به عنوان مثلث مرگ شناخته شد.
گزارش‌های مربوط به درگیری بین AIS و GIA افزایش یافت و GIA با ترور یکی از مؤسسان FIS به نام عبدالباقی صحراوی در پاریس تهدید به مرگ رهبرانFIS و AIS را تکرار کرد. در این مقطع، منابع خارجی تخمین می‌زدند که تعداد کل چریکها به ۲۷۰۰۰ رسیده باشد.

## از سرگیری سیاستها، ظهور شبه نظامیان
به دنبال شکست مذاکرات دولت با FIS، دولت تصمیم گرفت انتخابات ریاست جمهوری را برگزار کند. در ۱۶ نوامبر ۱۹۹۵ لیامین زروآل با به دست آوردن ۶۰٪ آرای ماخوذه به سمت ریاست جمهوری دست یافت. تعداد شرکت کنندگان انتخابات که در آن نامزدهای زیادی به رقابت پرداختند، بالا بود (به تأیید اکثر ناظران به‌طور رسمی ۷۵٪ مردم در انتخابات شرکت کردند)، که از این میان نمایندگان اسلام‌گرا؛ یعنیمهفود نهنا (۲۵٪) و نورالدین بوخرو (۴٪) و سعید سعدی سکولار (۱۰٪) آرای ماخوذه را به خود اختصاص دادند. در این انتخابات FIS شرکت نداشت. تعداد بالای شرکت کنندگان در حالی به دست آمد که FIS,FFS و FLN انتخابات را تحریم کرده بودند و GIA (با مطرح کردن شعار ‹‹یک رای، یک گلوله››) تهدید کرده بود که هر کسی را که در انتخابات شرکت کند به قتل خواهد رساند. با تجهیز نیروهای فراوان در روزهای قبل از انتخابات اقدامات امنیتی بسیار شدیدی اتخاذ شده بود. ناظران خارجی از اتحادیه کشورهای عرب، سازمان ملل، و سازمان اتحاد آفریقا در مورد انتخابات ابراز شک و ملاحظات خاص جدی ای را نکردند. در حالی که برخی انتخابات را نامساعد قلمداد می‌کردند، خارجی‌ها انتخابات را کاملاً آزاد می‌دیدند و نتایج انتخابات با توجه به محدودیت منابع موجود، به‌طور معقولی مناسب تلقی شد.
.
نتایج انتخابات نظرات مختلف مردم را منعکس می‌کرد که صرف نظر از مسائل سیاسی، شامل حمایت از سکولاریسم و مخالفت با اسلام و آرزوی پایان خشونت می‌شد. این امید در میان عموم زنده شده بود که سیاست الجزایر سرانجام سیر طبیعی به خود خواهد گرفت. زروآل نیز با به تصویب رساندن قانون اساسی جدید در سال ۱۹۹۶، افزایش کم سابقه اختیارات رئیس‌جمهور و ایجاد یک مجلس جدید که تعدادی از اعضای آن را رئیس‌جمهور منصوب می‌کرد و تعدادی دیگر از طریق انتخابات انتخاب می‌شدند، رویه ایجاد شده در کشور را دنبال کرد. در نوامبر ۱۹۹۶، متن قانون اساسی از طریق همه‌پرسی عمومی به تصویب رسید. بنا به اعلام رسمی ۸۰٪ مردم در همه‌پرسی شرکت داشتند، اما از آنجا که نظارتی بر این رای‌گیری وجود نداشت، برای بسیاری از مردم آمار اعلام شده شرکت کنندگان در همه‌پرسی غیرقابل پذیرش بود.
اقدامات سیاسی دولت با رشد بسیار زیاد شبه نظامیان هوادار دولت همراه بود. ‹‹شبه نظامیان دفاع شخصی›› که ‹‹میهن پرستان›› نامیده می‌شدند و متشکل از شهروندان داخلی مورد اعتمادی بودند که توسط ارتش تربیت شده بودند و دولت سلاح در اختیارشان قرار داده بود، در شهرهای نزدیک فعالیت چریکها تشکیل شدند و در تلویزیون ملی از آنها تبلیغ می‌شد. برنامه در برخی بخش‌های کشور با استقبال خوبی مواجه شد، اما در دیگر نقاط کشور استقبال چندانی از آن به عمل نیامد. در سال‌های پس از آن، به ویژه به دنبال قتل‌عام در سال ۱۹۹۷ این برنامه گسترش زیادی پیدا کرد.
نتایج انتخابات در حکم ضربه‌ای بود که به گروه‌های مسلح وارد آمد؛ چرا که به دنبال انتخابات تعداد زیادی از هواداران گروه‌های مسلح از آن‌ها رویگردان شدند. رباح کبیر که به FIS تعلق داشت با اتخاذ موضع مسالمت آمیزتری تغییر عقیده داده و خود را با فضای عمومی تطبیق داد، اما برخی از اعضای گروه خودی و AIS او را محکوم کردند. اختلافات داخلی باعث متزلزل شدن GIA شد؛ مدت کوتاهی پس از انتخابات، رهبر آن رهبران FIS را که به GIA ملحق شده بودند به کوتای نظامی متهم کرد و اقدام به کشتن آن‌ها کرد. این تصفیه کاری حزبی باعث تسریع فروپاشی GIA شد: جناح‌های مصطفی کرتالی، علی بن هاجر و حسن حصاب از حدود سال ۱۹۹۵ از به رسمیت شناختن رهبری زیتونی سر باز زدند؛ هر چند آن‌ها تا مدتی بعد نمی‌توانستند میدان را خالی کنند. GIA در ماه دسامبرعزالدین باع رهبر AIS در مرکز را به قتل رساند و در ماه ژانویه قول داد با AIS که آن را برای خود دشمن می‌پنداشت، به مبارزه خواهد پرداخت. درگیری‌های تمام عیاری بین آن دو، به‌ویژه در غرب شکل گرفت.

## قتل‌عام و آشتی
جامل زیتونی رهبر GIA در ژوئیه سال ۱۹۹۶ توسط یکی از جناح‌های جدایی طلب سابق GIA به قتل رسید و انتار زوآبری جانشین او شد که البته رهبر بی رحمتری از آب درآمد.
انتخابات پارلمانی در ۵ ژوئن ۱۹۹۷ برگزار شد. انجمن دموکراتیک ملی(NDR)، حزب تازه تأسیسی بود که در اوائل ۱۹۷۷ برای هواداران زروآل به وجود آمده بود، با اختصاص دادن ۱۵۶ کرسی از ۳۸۰ کرسی کل پیروز اصلی انتخابات بود و پس از آن به ترتیب MSP (از حماس خواسته شد نام خود را تغییر دهد) و FLN قرار گرفتند که هر یک ۶۰ کرسی به دست آوردند. نظرات در مورد این انتخابات مختلف بود؛ اکثر احزاب مخالف به اعتراض پرداختند و در کل پیروزی RND تازه شکل گرفته تعجب همگان را برانگیخت. RND,FLN و MSP دولت ائتلافی تشکیل دادند و احمد اویوحیا از RND را به عنوان نخست‌وزیر انتخاب کردند. شواهدی وجود داشت که نشان می‌داد موضع‌ها نسبت به FIS تعدیل شده‌است: عبدالقادر هچانی آزاد شد، عباسی مدنی نیز از زندان آزاد و در منزل خود تحت نظارت و مراقبت نیروهای دولتی قرار گرفت.

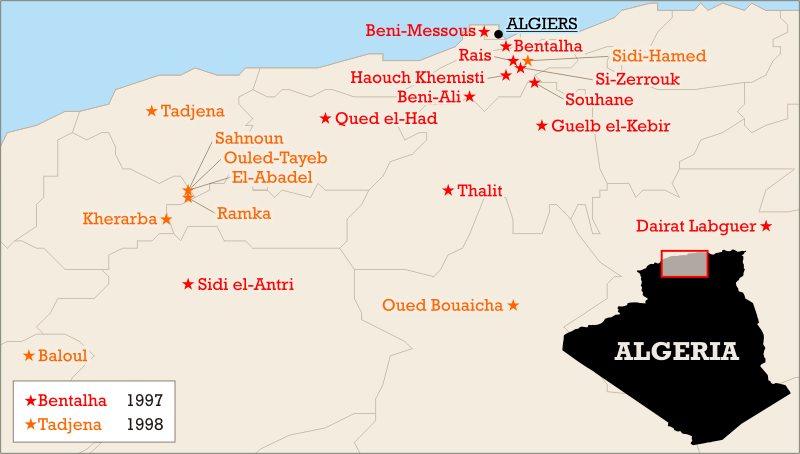
قتل‌عام بیش از پنجاه نفر در سالهای ۱۹۹۷ و ۱۹۹۸

در این مقطع، یک مشکل جدید و اساسی بروز کرد. الجزایر به واسطه قتل‌عامی که با بی رحمی تمام و در مقیاس کم سابقه انجام می‌شد، روزگارش سختی را تجربه کرد. این قتل‌عام؛ یعنی قتل‌عام تالیت در حوالی ماه آوریل شروع شده بود. البته قبلاً هم در جریان درگیری‌ها در الجزایر قتل‌عام رخ داده بود، اما مقیاس آن‌ها به مراتب کوچکتر و محدود تر از این یکی بود. چریک‌های GIA کل روستاها و نواحی اطراف را عمدتاً هدف حملات خود قرار دادند و بدون ملاحظه جنس و سن قربانیان، ده‌ها و در برخی موارد صدها غیرنظامی را در یک حمله به مرگ فرستادند. این قتل‌عام‌ها تا پایان سال ۱۹۹۸ ادامه یافت و ماهیت وضعیت سیاسی کشور را تا حد زیادی تغییر داد. مناطق جنوب و شرق الجزیره که در سال ۱۹۹۱ کاملاً به FIS رأی داده بودند، به‌طور خاص و به شدت هدف حملات چریک‌ها قرار گرفتند: قتل‌عام‌ها ناظران سراسر جهان را شوکه کرده بود. زنان حامله قطعه قطعه می‌شدند، کودکان تکه‌تکه می‌شدند یا توسط چریک‌ها به دیوار کوبیده می‌شدند، دست و پای مردان یکی یکی تکه‌تکه می‌شد و مهاجمان هر گاه آهنگ بازگشت می‌کردند، زنان جوان را می‌ربودند تا آن‌ها را قربانی سکس خود کنند. اگرچه این نقل قولنصرالله یوس، یکی از بازماندگان بنتلا، اندکی اغراق‌آمیز به نظر می‌رسد، با این حال خلق و خوی آشکار و مشخص حمله وران در آن به‌وضوح آمده‌است:
«ما حق مطلق داریم به زنان و کودکان شما تجاوز کنیم و خون شما را بنوشیم. حتی اگر امروز فرار کنید، فردا سراغتان می‌آییم تا شما را بکشیم. ما اینجاییم تا شما را به سوی خدایتان بفرستیم.»
دخالت GIA در این قتل‌عام‌ها مسلم و قطعی است، این حزب به خاطر کشتار مردم در ریاض و بنت‌الله احساس غرور می‌کرد (و در یک روزنامه منتشره از این کشتار به عنوان «قربانی برای خدا» از قربانیان به عنوان حامیان «بی‌دین» حاکمان یاد کرد) و گروه سالافیست ترویج و مبارزه اعلام کرد که سیاست قتل‌عام غیر نظامیان یکی از دلایل اصلی جدایی آنها از GIA بود. در این مرحله، این گروه در ظاهر ایدئولوژی «تکفیریون» را اتخاذ کرده بود و معتقد بود هر کسی که فعالانه به مبارزه بر ضد دولت نمی‌پردازد تا حد ‹‹تکفیر›› دچار فساد شده‌است و حقش است که بدون مجازات کشته شود. زوباری اعلامیه تأییدنشده‌ای صادر کرده بود که می‌گفت ‹‹ به استثنای آنهایی که با ما هستند، بقیه مرتدینی هستند که مستوجب مرگ می‌باشند››.." در برخی موارد، گفته می‌شد که پیوستن روستاها به برنامه میهن پرستان موجب تحریکGIA و اقدام به همه کشی از جانب اعضای آن شده بود؛ چرا که آن‌ها پیوستن روستاها به برنامه میهن پرستان را دلیل بی وفایی آن‌ها می‌دانستند؛ در موارد دیگر، رقابت با دیگر گروه‌ها (مثل جناح جدایی طلب مصطفی کرتالی در اقدام GIA به ارتکاب قتل‌عام‌ها نقش داشته‌است.
به هر حال، هم در ریاض و هم در بنت الله، بازماندگان می‌گفتند که ارتش در هنگام وقوع قتل‌عام سر صحنه حاضر بوده، اما خود را درگیر نمی‌کردند و حتی در برخی موارد خاص گفته شده‌است که ارتش، مانع از فرار روستائیان از دست حمله‌وران می‌شده‌است.
در موارد زیادی مانند ریاض، بنت الله، سی زروک، و بنی موسی، پادگان‌های ارتش در چند صد متری روستاها قرار داست، اما با این حال، ارتش اقدامی برای جلوگیری ار قتل‌عام از خود نشان نمی‌داد.

بنا به گزارش‌ها برخی از شاهدان در ریاض چنین تشخیص داده‌اند که حمله‌وران، چریک‌های محلی و هواداران آن‌ها بوده‌اند.
(در یک مورد، بنا به گفته زای صدوح، حتی یکی از اعضای منتخب FIS در میان حمله وران بوده‌است.) هر چند که در بنت الله چنین گزارش شده‌است که شاهدان گفته‌اند به تشخیص آن‌ها هیچ‌یک از حمله وران جزء چریک‌های محلی نبوده‌اند.
در برخی موارد چنین کفته شده‌است که پیوستن روستاها به برنامه میهن‌پرستی که به نظر GIA به منزله عدم تعهد و وفاداری بوده‌است، باعث تحریک این حزب برای ارتکاب قتل‌عام‌ها شده‌است.
؛ در موارد دیگر، رقابت با دیگر گروه‌ها (مثل جناح جدایی طلب مصطفی کرتالی) در اقدام GIA به ارتکاب قتل‌عام‌ها نقش داشته‌است. در برخی موارد- قتل‌عام گو الب الکبیر و قتل‌عام صیدی حامد—روزنامه‌های الجزایری AIS را متهم به انجام قتل‌عام‌ها کردند، هرچند که AIS خود منکر دست داشتن در قتل‌عام‌ها بود.
تقریباً در همان زمان شماری از مردمی که می‌گفتند از نیروهای امنیتی الجزایر روی گردان شده‌اند (مثل حبیب سوآدیا) و به کشورهای غربی گریخته بودند، ادعا کردند که نیروهای امنیتی خودشان چندین مورد از قتل‌عام‌ها را مرتکب شده‌اند.
نقل قول: وقتی که من در سال ۱۹۸۹ در ارتش نام‌نویسی کردم، اصلاً به ذهنم خطور نمی‌کرد که یک روز شاهد حادثه غمباری باشم که کشورم دچار آن می‌شود. من به چشمان خودم دیدم که همکارانم بچه ۱۵ ساله را زنده به گور می‌کردند. خودم شاهد بودم که سربازان خود را به شکل و هیئت تروریستها درمی‌آوردند و اقدام به قتل‌عام شهروندان غیرنظامی می‌کردند››. این موارد و جزئیاتی از این دست این شک را برانگیخت که دولت نیز به طریقی با GIA (بویژه از طریق نفوذ نیروهای جاسوسی) همکاری داشته یا آنها را کنترل می‌کرده‌است؛ این نظریه خاصه توسط نصرالله یوس که یکی از بازماندگان قتل‌عام بنت الله بود، رواج داده شد که با واکنش تند و کوبنده قسمت‌هایی از الجزایر مواجه شد و توسط بسیاری از اساتید دانشگاه رد شد.
‹‹ اما هنوز مدارک بسیاری وجود دارد که دلالت بر این دارد که بسیاری از قتل‌عام‌ها به دست چریک‌های اسلامگرا انجام شده‌است. مهم‌ترین مدرک شهادت نامه‌های شاهدانی است که در قتل‌عام‌ها جان سالم به در برده‌اند و شناسایی و تشخیص آن‌ها حاکی از آن است که اسلامگراها در میان مهاجمان بوده‌اند. در واقع، بازماندگانی که آشکارا ارتش را به سبب قصور در مداخله برای جلوگیری از قتل‌عام‌ها متهم می‌کنند، دربارهٔ هویت قاتلان با اطمینان و قاطعیت سخن به زبان می‌رانند و به چریک‌های اسلامگرا اشاره می‌کنند. علاوه بر آن، بعضی جنبه‌های مشکل آفرین این ماجرای تلخ را حتی می‌توان بدون ارجاع و اشاره به تبانی و توطئه ارتش روشن و بازنمود کرد. من‌باب مثال، در جنگ‌های داخلی این روند حاکم است که زندانی‌ها در جا کشته می‌شوند تا اینکه به زندان افکنده شوند. ۱۱ شبه نظامی، که به احتمال زیاد چریک‌ها را دستگیر کرده‌اند، آشکارا اعلام کرده‌اند که هیچ زندانی ای نگرفته‌اند. ژورنالیستهایی که در این حوزه فعالیت می‌کنند شهادت نامه‌های قابل قبول زیادی را در حمایت از این نظربه که اغلب قتل‌عام‌ها توسط شورشیان سازماندهی شده بودند، به دست آورده‌اند. وزرای خارجه کشورهای اروپایی معتقدند که چریک‌های اسلامگرا عامل و باعث قتل‌عام‌ها بوده‌اند. اگرچه، در این مقطع زمانی غیرممکن است که بتوان به کل حقیقت پی برد. این فرضیه که بسیاری از قتل‌عام‌ها به دست چریک‌های اسلامگرا رخ داد قابل قبول به نظر می‌رسد و به تأیید بسیاری از کارشناسان این حوزه رسیده‌است. همچنین، در اکراه و عدم علاقه ارتش به مداخله و جلوگیری از این قتل‌عام‌ها نیز جای هیچ گونه شکی نیست. هر چند که عده‌ای آن را ممکن و شدنی قلمداد می‌کنند.
در زمان حکومت زوباری، افراط‌گری و خشونت GIA کاملاً کورکورانه شده بود و منجر به وقوع قتل‌عام‌های دهشتناک ۱۹۹۷ و ۱۹۹۸ شد. اگرچه، یک بار دیگر، احتیاط زیادی باید در مورد این‌گونه وقایع به عمل آید؛ چرا که بزرگ‌ترین کسی که از آن نفع می‌برد دولت الجزایر است. مدارک غیر مستقیم و مستقیم بسیار زیادی در مورد دخالت دولت در این قتل‌عام‌ها وجود دارد. بنابراین شاید GIA چهره پنهان رژیم نظامی اشد که مجبور شده‌است منابع اقتصادی خود را از نو تعریف و تبیین کند.
AIS، که در این زمان با دولت و GIA وارد جنگ تمام عیاری شده بود، خود را در موقعیت غیرقابل دفاعی می‌دید. GIA دشمنی بود که موقعیت AIS را بسیار اضطراری کرده بود و دشمنی آن با AIS مستقیم بود. اعضای AIS ابراز ترس و نگرانی می‌کردند که قتل‌عامها که در چندین نوبت آنها را محکوم کرده بودند می‌توانست به گردن آنها انداخته شود. در ۲۱ سپتامبر ۱۹۹۷، رهبر AIS؛ یعنی مدنی مرزاق دستور آتش‌بس یک جانبه و بدون قید و شرطی را صادر کرد. این آتش‌بس از ۱ اکتبر شروع می‌شد و هدف مرزاق آن بود که ‹‹ دشمنی را که پشت این قتل‌عامهای شنیع و مشمئز کننده پنهان شده بود شناسایی کند››. بنابراین AIS تا حد زیادی تعادل سیاسی خود را به هم زد و جنگ را به درگیری دولت، GIA و گروه‌های انشعابی گوناگونی که به‌طور فزاینده‌ای از GIA جدا می‌شدند، تبدیل کرد. انجمن اسلامی دعا و جهاد (LIDD) تحت هدایت علی بن هاجر در فوریه ۱۹۹۷ تشکیل شد و با AIS متحد شد و همان آتش‌بس را برگزار کرد. در سه سال بعد، AIS به تدریج به انجام مذاکراتی برای عفو و بخشش اعضای خود پرداخت.

## فروپاشی GIA و ادامه حیات GSPC
پس از آنکه EU با فشار مضاعف بین‌المللی برای اقدام برداشتن در مورد قتل‌عام‌های رخ داده در الجزایر مواجه شد، دو هیئت جهت بازدید و بررسی قتل‌عام‌ها در نیمه اول ۱۹۹۸ به الجزایر فرستاد، یکی از این دو هیئت اعزامی تحت نظارت و رهبری ماریو سوآرز قرار داشت؛ گزارش‌های هیاتهای اعزامی گروه‌های مسلح اسلامگرا را محکوم می‌کرد. به سرعت امنیت بیشتری در شهرها حاکم شد، هر چند که قتل‌عام‌ها هنوز هم در مناطق روستایی ادامه داشت. سیاست قتل‌عام غیرنظامیان که GIA آن را اتخاذ کرده بود، از قبل باعث به وجود آمدن چند دستگی و اختلاف در میان فرماندهان آن شد و برخی از آن‌ها در مقام نفی این سیاست برآمدند. در ۱۴ سپتامبر۱۹۹۸، این اختلاف نظرها با تشکیل گروه سالافیست ترویج و مبارزه (GSPC) که در کوهستان‌های غرب کبیلیه مستقر و تحت رهبری حسن حصاب قرار داشت، شکل رسمی به خود گرفت.

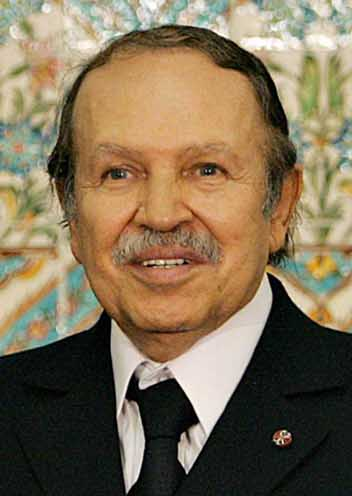
عبدالعزیز بوتفلیقه رئیس‌جمهور الجزایر از سال ۱۹۹۹.

در ۱۱ سپتامبر، زروآل با اعلام استعفای خود ناظران را شگفت زده کرد. انتخابات جدید سازمان دهی شد، و در ۱۵ آوریل۱۹۹۹، مبارز استقلال طلب سابق عبدالعزیز بوتفلیقه که از حمایت ارتش برخوردار بود، بنا به اعلام مقامات با کسب ۷۴٪ آرای ماخوذه در به سمت ریاست جمهوری انتخاب شد. اندکی قبل از شروع انتخابات دیگر نامزدهای انتخاباتی، ضمن ابراز نگرانی از تقلب در انتخابات، از انتخابات کناره‌گیری کرده بودند. بوتفلیقه مذاکره با AIS را ادامه داد و در ۵ ژوئن AIS کلاً موافقت کرد که منحل شود. بوتفلیقه با بخشودن و عفو شماری از زندانیان اسلامگرا که به ارتکاب جرم و خلاف‌های کوچک متهم بودند، و نیز با به تصویب رساندن قانون نظم اجتماعی در مجلس که مبارزان اسلامگرایی را که مرتکب قتل و زنا نشده بودند در صورت معرفی از تعقیب قانونی عفو می‌کرد، باعث تداوم پیروزی و موفقیت دولت شد. این قانون سرانجام در ۱۶ سپتامبر۱۹۹۹ از طریق همه‌پرسی به تصویب نهایی رسید و شماری از مبارزان، من‌جمله مصطفی کرتالی، از این فرصت قانونی استفاده کردند و با تسلیم خود زندگی طبیعی را از سر گرفتند که البته گاهی موارد این کار کسانی را که به دست چریک‌ها آزار و اذیت شده بودند خشمگین می‌کرد. رهبری FIS از نتایج به دست آمده ابراز نارضایتی می‌کرد و احساس می‌کرد که AIS بدون آنکه مسئله‌ای را حل کند، جنگ را متوقف ساخته‌است، اما مهره اصلی آن‌ها عبدالقادر هچانی که در آن زمان در زندان نبود در ۲۲ نوامبر ترور شد. خشونت خوابید، هر چند کاملاً متوقف نشد و به تدریج الجزایر در وضعیت طبیعی قرار می‌گرفت.
AIS پس از ۱۱ ژانویه ۲۰۰۱ و پس از برخورداری از عفو و بخشودگی ویژه دولت به‌طور کامل منحل شد. GIA که به سبب چند دستگی و رویگردانی اعضای خود از آن از هم پاشیده بود و از همه جهات، حتی توسط نهضت اسلامگرایان محکوم و تقبیح شده بود، در چند سال به تدریج از طریق عملیات ارتش از بین رفت؛ تا زمان مرگ انتار زوباری دراوائل سال ۲۰۰۲، این حزب عملاً فرومانده و از کار افتاده شده بود. بعد از حملات ۱۱ سپتامبر ۲۰۰۱ تلاش‌های دولت مضاعف شد؛ احساس هم دردی ایالات متحده آمریکا با دولت الجزایر فزونی یافت و در قالب اقداماتی از قبیل مسدود کردن حساب‌های GIA و GSPC و تأمین عینک ایمنی مادون قرمز ارتش نمایان و آشکار شد.
با تضعیف GIA فعال‌ترین گروه شورشی GSPC محسوب می‌شد که تقریباً ۳۰۰ مبارز در سال ۲۰۰۳ داشت.
GSPC در منطقه‌ای که فعالیت داشت به ترور پرسنل ارتش و پلیس ادامه داد و همچنین موفق شد تا صحرا پیشروی کند که در آنجا شاخه جنوبی آن، به رهبری عماری صیفی (با نام مستعار ‹‹عبدالرزاق الپارا›› ‹‹چتر باز››)، شماری از گردشگران آلمانی را در سال 2003 ربودند. این اتفاق قبل از زمانی رخ داد که عماری صیغی ناچار شد به مناطق کم جمعیت مالی و بعدها نیجر و چاد که در آن دستگیر شد، فرار کند. در اواخر سال ۲۰۰۳، فرد دیگری جای بنیان‌گذار گروه را گرفت که از او افراطی تر بود. فرد جانشین نبیل شاروتی نام داشت که حمایت آشکار خود را از القاعده اعلام کرد و بدین ترتیب رابطه دولت الجزایر با آمریکا قوی تر شد. گزارش‌ها می‌گویند که شاروتی مدت کوتاهی پس از آن کشته شد و در سال ۲۰۰۴ ابو مصعب عبدالعدود جانشین او شد.
آزادی رهبران FIS؛ یعنی مدنی و بلهادی در سال ۲۰۰۳ تأثیر بسیار چشمگیری بر اوضاع داشت، من‌باب مثال می‌توان به اعتماد به نفس تازه یافته دولت اشاره کرد که با انتخابات ریاست جمهوری ۲۰۰۴ تقویت یافت، در انتخابات مزبور بوتفلیقه در حالی که از حمایت دو حزب اصلی و یکی از جناح‌های حزب اصلی سوم برخوردار بود، برای بار دوم و این بار با ۸۵٪ آرا به ریاست جمهوری انتخاب شد. آرای به دست آمده به منزله تأیید حمایت قاطع مردم از سیاستهای بوتفلیقه در قبال چریکها و پایان خشونت تمام عیار در منطقه بود. در سپتامبر سال ۲۰۰۵، پیشنهاد عفو دولت بوتفلیقه همانند قانون ۱۹۹۹ به همه‌پرسی سراسری گذاشته شد تا به اقامه دعوی قانونی بر ضد افرادی که دیگر دست از جنگ کشیده بودند، پایان داده شود و برای خانواده‌های کسانی که به دست نیروهای دولتی کشته شده بودند، غرامت در نظر گرفته شود. پیشنهاد با کسب ۹۷٪ آرا مورد تأیید قرار گرفت (مراجعه شود به منشور صلح و آشتی ملی). پیشنهاد با حکم ریاست جمهوری در فوریه ۲۰۰۶ به اجرا درآمد؛ اما مسئله تأمین مصونیت از تعقیب برای چریکهای سابق (برای همه غیر از کسانی که جرمهای سنگین مرتکب شده بودند) و پرسنل ارتش (برای هر اقدامی که برای تأمین امنیت ملت انجام می‌دادند) فوق‌العاده بحث‌برانگیز شد.
درگیری و جنگ به تدریج در سال ۲۰۰۶ فروکش کرد و عناصر داخلی FLN پیشنهاد تغییر قانون اساسی را داد تا بوتفلیقه بتواند برای بار سوم در انتخابات ریاست جمهوری شرکت کند.